# Gnieźnieński
Gnieźnieński là một huyện thuộc tỉnh Wielkopolskie của Ba Lan. Huyện có diện tích 1255 km². Đến ngày 1 tháng 1 năm 2011, dân số của huyện là 142285 người và mật độ 113 người/km².